# Willem Putter
Willem Putter (ur. 26 lipca 1958) – południowoafrykański zapaśnik walczący w obu stylach. Srebrny medalista igrzysk afrykańskich w 1999 i brązowy w 1995. Zdobył pięć medali na mistrzostwach Afryki w latach 1992 – 1996. i 2008. Piąty na igrzyskach Wspólnoty Narodów w 1994 roku.
Były Prezydent federacji zapaśniczej w RPA i mistrz świata weteranów w zapasach, a także trener reprezentacji.